# Павле Ростовски
Павле Ростовски (ум. ок. 1409) — преподобни Руске православне цркве, оснивач Ростовског Борисоглебског манастира.
У другој половини 14. века Теодор Ростовски је дошао из Новгородске земље и настанио се у шуми близу великог пута који је ишао од Каргопоља и Белаозерска ка Москви и Ростову. Прве три године хранио се добротворним донацијама, јер је све своје имање разделио сиромасима. Када се Павле настанио код њега, одлучили су да на овом месту подигну манастир.
Преподобни Сергије Радоњешки, који је у то време стигао у Ростов, на њихову молбу, показао им је место за манастир на обали реке Устје. Подстакнути благословом оца Сергија и појавом великомученика Бориса и Глеба, Теодор и Павле су 1363. године подигли цркву од дрвета и келије, затим сабрали браћу и добили у посед разне земље и пецали на Белом језеру за прехрану.
Тежећи јединству, Теодор је убрзо предао игуманство Павлу и напустио манастир, Основао је Ковженски Николајевски манастир у пустињи и само је осетио близину свог краја.
После Теодорове смрти, сва брига о манастиру пала је на Павлова плећа, али он није дуго надживео свог пријатеља.
Православна црква помиње ову двојицу светитеља 22 октобра и заједно са Сабором Радоњешких светих.